# NGC 3052
NGC 3052 est une galaxie spirale intermédiaire située dans la constellation de l'Hydre.  NGC 3052 a été découverte par l'astronome germano-britannique William Herschel en 1785.

## Caractéristiques
Sa vitesse par rapport au fond diffus cosmologique est de 4 122 ± 24 km/s, ce qui correspond à une distance de Hubble de 60,8 ± 4,3 Mpc (∼198 millions d'al).
À ce jour, 19 basées sur le décalage vers le rouge (redshift) donnent une distance de 42,563 ± 6,434 Mpc (∼139 millions d'al), ce qui est à l'extérieur de la distance de Hubble. Notons cependant que c'est avec la valeur moyenne des mesures indépendantes, lorsqu'elles existent, que la base de données NASA/IPAC calcule le diamètre d'une galaxie et qu'en conséquence le diamètre de NGC 3052 pourrait être d'environ 49,5 kpc (∼161 000 al) si on utilisait la distance de Hubble pour le calculer. 
La classe de luminosité de NGC 3052 est III et elle présente une large raie HI. Elle renferme également des régions d'hydrogène ionisé.

## Groupe de NGC 3091
La galaxie NGC 3052 fait partie du groupe de NGC 3091. Outre NGC 3091 et NGC 3052, ce groupe compte au moins 4 autres galaxies : NGC 3124, PGC 28926, MCG -3-26-6 et ESO 566-19.